# Luister
Luister ist eine 1952 gegründete niederländische Zeitschrift für klassische Musik. Sie erschien während Jahren monatlich, zurzeit noch acht Mal jährlich. Ursprünglich besprach die Zeitschrift hauptsächlich Schallplatten und CDs, heute hat sie einen allgemeineren Charakter.

## Geschichte
Die Druckerei Onnes BV Amersfoort war der erste Herausgeber und Drucker des Magazins, das sich anfänglich Luister…! nannte. Später wurde es von Wegener Special Editions in Amsterdam/Diemen und dann von Scala BV in Amersfoort übernommen. Luister BV, die die Zeitschrift nun herausgibt, ist ein Joint Venture von Scala und Best Communication & Management (BCM) in Eindhoven.
Anfangs behandelte die Zeitschrift nicht nur klassische Musik, sondern auch andere Musikgenres, mit Schwerpunkt bis ca. 1980 auf Jazz und bis ca. 2000 auf Weltmusik. Mit dem Luister-10 werden die besten LPs, CDs und DVDs ausgezeichnet.
Der erste Chefredakteur war Frits Versteegh, der gegenwärtige (April 2021) seit Ende 2017 ist Joris Heynen. Zu den festangestellten Mitarbeitern gehörten u. a. Michiel de Ruyter und Maarten ’t Hart, für die Zeitschrift schrieben auch Kees Vlaardingerbroek und Joop Schrier.
Als BCM 2008 Mitherausgeber wurde, änderte Luister seinen Charakter. Es nannte sich nun Luister Magazine, richtete sich nicht mehr nur an Kenner und Liebhaber und wurde zu einem Hochglanzmagazin für klassische Musik. Über Kompositionen, Komponisten und Audiogeräte wird seither weniger geschrieben als zuvor. Der Schwerpunkt liegt hauptsächlich auf aktiven Musikern, normalerweise anlässlich angekündigter Konzerte oder neuer CD-Veröffentlichungen. Zudem gibt es eine Rubrik mit CD- und DVD-Rezensionen. Die Zeitschrift heißt seit 2017 wieder Luister.